# Población indígena de Norte de Santander
Los indios que habitaron en el departamento de Norte de Santander fueron los Indios llamados Motilones.
Los datos lingüísticos del área en el mismo momento de la conquista escasos. Los primeros datos que permiten analizar la lengua y buscar parentescos fueron recogidos hacia 1880. No puede asegurarse que la situación en el siglo XVI fuera exactamente la misma que la documentada durante el siglo XIX. Si bien colectivamente a los pueblos de Norte de Santander se le aplica el término "motilones" sabemos que las lenguas documentadas tienen orígenes diversos, así entre estos motilones había lenguas tanto de la familia chibcha  como de la familia Caribe y es posible que emparentadas con otras lenguas como las betoi o las timote-cuica. Las lenguas hacatarima y chitarero habladas a un lado y otro de la actual frontera colombiano-venezolana se consideran lenguas no clasificadas ya que virtualmente no existe documentación para reconocer el parentesco con otras familia de lenguas.

### Material lingüístico
De acuerdo con la lista de Isaacs la lengua no posee sonidos como f, j, l, ll y la d es muy escasa y tal vez sea un alófono de /r/. Tampoco hay combinaciones de oclusiva y líquida. Entre los pronombres documentados están Aur (yo) y su correlativo posesivo Burisa (mio).
Contra estas deficiencias encontramos que la forma del superlativo en los calificativos y adverbios atiende a la lógica.
Apirá -----------------Grande (o muy)
Apiraná --------------muy grande
Canapé --------------lejos
Apira-panapé -------muy lejos
Penacho significa 'Mañana' y Kosarkó el numeral 'Dos' para formar bellamente con tales palabras el adverbio kosarko-penacho, que vale 'Pasado mañana' o 'Dentro de dos mañanas'. De la misma manera Güicho, equivalente de Sol y Manogüicho de Ahora, como si se dijera, «En este Sol». Otras palabras de este vocabulario son:
Güesta 'fuego'
Kishire 'amor'
Manita 'Dios'
Esórano 'enemigo'
Yákano 'hombre'
Esate 'mujer'
Tama 'muchacho'
Kampisike 'chicuelo'.
Otras palabras son claramente préstamos léxicos del español:
mora (mula)
baka (vaca)
boriko (burro)
kabayú (caballo)
karune (carne)
maizá (maíz)
perusike (perro)
a las cuales se puede agregar la onomatopéyica pun 'fusil'. Seguramente nuestros aborígenes no pudieron conocer estas palabras, no conociendo los objetos que ellas representaban. Su numeración llega sólo a la veintena, siendo de advertir que los numerales diez y veinte se traducen respectivamente por las manos, y las manos y los pies. Los dedos del cuerpo humano sirvieron a todos los pueblos para iniciar su aritmética. He aquí la de los Motilones:
Tukumarkó 'Uno'
Kosarkó 'Dos'
Koserarkó 'Tres'
Kosajtaka 'Cuatro'
Omasé-kosajtaka 'Cinco'
Omasé 'Diez' (= 'manos')
Omasé-pisá 'Veinte' (= 'manos-pies')
Estas formas de los numerales muestran un claro parentesco con el moderno idioma yukpa. Entre las palabras relacionadas con el cómputo del tiempo están Güicho (sol) y Kuna (luna). Así hemos visto que mano-güicho traduce Ahora, o más fielmente Este sol. Las dos voces Apiraná-kuna significan 'Luna muy grande', o 'Plenilunio', y Kampicike-kuna es el equivalente de 'Luna chica' o 'menguante'.
Incrustadas como joyas de buen precio, en el vocabulario del explorador colombiano, citaremos, en conclusión, dos frases de acentuada simpatía:
Anírano esate burisa, literalmente, «excelente mujer mia»; libremente, «te quiero para mi mujer».
Apira kuna mano güicho, significa «la gran luna como este sol», es decir, «la luna brilla como el sol».

## Religión e Ídolos
Los Motilones tenían también algunas prácticas idolátricas, del mismo modo que los Chitareros. Poseían vaga noción acerca de un principio creador general, según puede inferirse de un ídolo hallado, representativo de la Autoridad Suprema, así como del vocablo Maruta, con que en su lengua designan a su Dios principal.
Los Chitareros, refiere Aguado, «tienen sus santeros o mohanes que hablan con el demonio, el cual les hace entender que él hace llover, entre los cuales hay uno que es principal, y éste es un Capitán del pueblo llamado Cirivita, que los españoles llaman Hontibón por la similitud que tiene a un pueblo de indios moscas (Muiscas) que está a legua y media de la ciudad de Santa Fe del Nuevo Reino de Granada de este nombre; este santero les hace entender que habla con su Dios falso, y les dice lo que les ha de suceder, y a éste veneran y ofrecen sus ofrendas. Es gente que no sabe guardar nada, porque en cogiendo sus labranzas se convidan unos a otros y en bebida y comida lo gastan todo sin dejar nada; sus cantos y borracheras y entierros son como los de los indios moscas; son muy grandes herbolarios y así se matan unos a otros muy fácilmente y con poca ocasión».
El culto y la veneración por los muertos demuestran sus costumbres religiosas. Enterraban los cadáveres, aprovisionándolos como para un largo viaje, poniéndoles una olleta llena probablemente de su licor favorito de maíz, y otros menesteres de su rústica haciendilla. Esta costumbre, seguida asimismo por otras tribus, revela que inconscientemente creían en la inmortalidad del alma. Poseían cementerios, a juzgar por las diversas osamentas encontradas en los caseríos del Escobal y Agua Sucia, y momias halladas dentro de curiosas cavernas en las poblaciones de Bochalema y Gramalote.
De este último lugar dice el inteligente escritor doctor Samuel Darío Maldonado, en un reciente opúsculo en que trata puntos de antropología venezolana: «La capacidad craneana por su pequeñez, tipo de ciertas razas, Broquimanes, Andamanes, la confirmamos en los Tunebos, habitadores de la Sierra de la Salina de Chita, en Colombia, y vecinos nuestros. Como en aquellos la cabeza está en relación con la talla. Y por excavaciones practicadas ex profeso o accidentalmente, sé de cráneos muy chicos, extraídos en la vecindad de Gramalote, en la misma República, y que remontan a tiempos coloniales o precolombinos». El autor de estos apuntes vio en la hacienda de Iscalá (Chinácota), un cráneo perfectamente conservado, no de reducido diámetro, prominente la región frontal, desenterrado en una loma de difícil ascenso cercana a dicha hacienda, de un lugar que por lo profundo y escondido, pudo ser osario o cementerio de indígenas.
Con ocasión de practicar excavaciones para construir una casa en 1894, en un cerro llamado La Defensa, al Poniente de Arboledas, se encontraron gran número de fosas, cerca de doscientas, que contenían esqueletos y huesos indígenas. Había dentro de estas sepulturas varias vasijas y utensilios de barro, que se rompían o deshacían al menor esfuerzo a causa de su antigüedad y en una de ellas, probablemente tumba de algún mohán, se halló en buen estado de conservación una figura humana de barro, de veinte centímetros de alto, que desgraciadamente desapareció o fue arrojada al acaso por la ignorancia de los excavadores. Concuerda esta noticia con lo que refiere la tradición acerca de la tierra que gobernó el indio Cínera, que era una de las más pobladas y adelantadas de esta comarca.
Conocieron los Motilones el procedimiento de los Chibchas para embalsamar los cadáveres, y seguramente lo aplicaban con sus muertos distinguidos. Son curiosas las noticias que da el P. Julián acerca de este punto: «En una de las selvas que rodean la ciudad de Ocaña hay ciertas cavernas donde se hallan indios muertos sin corrupción alguna; de suerte que si por accidente se hallaran por acá en una sepultura o mausoleo, se dudara si eran cuerpos santos e incorruptos».
El mismo autor refiere que el Virrey Messía de la Zerda hizo llevar a su palacio de Santa Fe una momia hallada en. las inmediaciones de Ocaña, y la describe así:
«Entre otras cosas curiosas se mostraba en palacio esta alhaja muerta. Era un indio según la traza y fisonomía; ni estaba derecho en pie, ni tampoco echado, sino como decimos, en cuclillas, abrazando con las manos cruzadas las piernas hacia las rodillas, y tenía una mortal herida de espada o sable en el cuello. No echaba mal olor, era un cuerpo disecado y sin jugo, ni era tampoco petrificado, como se ven árboles petrificados en los llanos de Neiva, en el Nuevo Reino; mas parecía leñificada, porque se parecía a un leño sin corteza, dejado por muchos años en el suelo al sol y al sereno Los médicos de Su Excelencia, según su facultad llamaban Carne Momia, y así quedó en Palacio por entonces; no sé si después fue transferido a España por cosa rara y particular».  
Acaso esta momia fue el cadáver de algún guerrero de la tribu de los Carates o Motilones, muerto en uno de los combates con Alfínger; así parece indicarlo la herida de espada o sable que tenía en el cuello, y consta por otra parte el honor con que estos indios sepultaban a sus muertos ilustres.
En materia de ídolos Motilones, nos ha dejado Ancízar una descripción completa de uno con que tropezó este ilustre viajero en el páramo de Potrero-Grande, poco distante del pueblo de San Pedro:
«Entre los nichos y anchas quiebras de las rocas se hallan esqueletos antiguos, restos de los indios Motilones. Los cráneos de hombre presentan la frente comprimida y plana, predominando las prominencias correspondientes a los órganos de la industria, el orgullo y las pasiones físicas: era manifiesto que había sido achatada por medios mecánicos, pues las suturas laterales se velan trastornadas en parte. La costumbre de achatarse así la cabeza caracterizaba peculiarmente a los indios Caribes, moradores del Orinoco en las cercanías del mar. ¿La recibirían de ellos por raza o por tradición los Motilones, tribu pusilánime avecindada en lo interior de los Andes Granadinos?
«Un ídolo de barro cocido, hallado en estos sepulcros, representa el tipo de la belleza ideal motilona: frente plana, erecta y menguada; ojos saltones; gran nariz reposando en la boca de pródigas dimensiones e intachable gravedad; y el cuerpo en actitud de inmovilidad sentado sobre los talones, como lo hacen todavía los indios de la cordillera; nada de vestiduras salvo una mitra cuadrada de la cual descienden hasta los hombros dos gruesas borlas, símbolo de la autoridad y nobleza que llevaban también los Caciques de primera categoría».’
En el Olimpo de los Chibchas figura como principio eterno de las cosas un Dios llamado Chiminingagua, que esparce la luz en el espacio y reviste de follaje los árboles y de verdor y lozanía los prados. Quién sabe si el ídolo descrito por Ancízar sería el Chiminingagua de los Motilones, a juzgar por las insignias de mando y de poder de que estaba revestido, o tal vez fuese ese tradicional Maruta, el más bello en su concepto, grave e inmóvil como el senador de Roma que estropeó el soldado galo, tranquilo en su soberanía universal, pero cuyos atributos se esconden en el impenetrable velo que rodea aquella rudimentaria teogonía.

## La Reducción
Entre los conquistadores que acometieron la empresa del sometimiento de los Motilones, se cuenta en primer término el capitán Francisco Fernández, vecino de Pamplona, que en el año de 1566 expedicionó por las tierras que habitaban, teniendo algunos encuentros reñidos con varias parcialidades indígenas —Orotomos, Carates, Palenques, Motilones— hasta el año de 1572, en que como coronamiento y cima de su empresa, fundó la ciudad de Ocaña, nombre que prevaleció sobre el de Santa Ana, primero de la localidad.
También en 1583 Alonso Esteban Ranjel, fundador de Salazar y Maese de Campo del Gobernador de la Grita, Francisco de Cázares, comisionado para su pacificación, persiguió a los Quiriquíes y Motilones y allanó el paso de las minas de oro de la boca del Guira. Tal parece que la tribu, vencida por la superioridad de las armas, pero llevando en el alma el odio a la raza invasora, se refugió en las selvas del Catatumbo y del Zulia, invocando tal vez en estos nombres, demanda de protección y auxilio a antiguos guerreros que los habían llevado. Después de Alonso Rangel, el desfile de nuestros conquistadores no es numeroso: a principios del siglo XVII cesa el período de la Conquista propiamente dicha y empieza el que pudiéramos llamar de la Reducción, cuando ya había calmado un tanto la fiebre de las minas y mitigándose con ello el pábulo de la codicia.
Los Motilones permanecían irreductos: no habían admitido la nueva civilización, y el eco de ella llegaba a sus ignotas viviendas como un poema de épica violencia y turbulenta ferocidad. Fray Pedro Simón, que historia en 1626 habla de la tribu de los Palenques, llamada de modo tal «por tener de éstos, cercados sus pueblos en defensa de las continuas guerras que traían con los Motilones, gente belicosa, en la culata de la laguna de Maracaibo, a la boca del río Zulia, que hoy están sin conquistar».
Se necesitó casi un siglo para que otro hombre atrevido, Antonio Jimeno de los Ríos, en 1648, viniese a pacificar las parcialidades de los Chinatos y Lobateras de la nación de Motilones: larga y cruenta fue esta guerra, que el castellano, puntilloso aunque de letras escaso, sostuvo contra los indígenas durante varios años, hasta el de 1662, en que fundó el pueblo de San Faustino, con el apellido de los Ríos, por la casual coincidencia de que allí ya es uno solo el volumen de aguas del Táchira y del Pamplonita, lo que le favoreció para perpetuar así su nombre en el de la empresa a que consagró sus fuerzas.
El Padre Alonso de Zamora da algunos detalles acerca de la fundación de San Faustino y del carácter del capitán, a quien nombra Antonio de los Ríos Jimeno:
«Intentó remediar este daño (el de la constante obstrucción de los indios en la navegación del río Zulia) el capitán Antonio de los Ríos Jimeno, natural de Jerez de la Frontera, y capituló su conquista con el Marqués de Miranda, Presidente de este Reino, que se la concedió con las Capitulaciones ordinarias y premios que se ofrecen a los conquistadores. Diéronle provisiones para que el Gobernador de Mérida y Justicias de Pamplona ayudaran a la empresa. Juntó gente de milicia por todos aquellos contornos, y pidió al Padre Fray Pedro Saldaña, Prior y Vicario General del Convento de Pamplona, que le diese un religioso para Capellán de la Conquista. Y el Padre Fray Luís Salgado, hijo de nuestro Convento de la ciudad de Tunja y Conventual del de Pamplona, deseoso de reducir aquellas naciones a la fe católica, le ofreció el ministerio de Capellán y salió en compañía del capitán y soldados el año de 1648.
«Llegaron a los confines de los Chinatos, a que salieron tan animosos y valientes, que duró ocho años la conquista. Perseveraron obstinados en su defensa, porque les entraba socorro de otras naciones que habían convocado, ocurriendo hasta los Cocinas, aun estando tan apartados que confinan con la laguna de Maracaibo por la parte del Río de la Hacha y Santa Marta. El capitán, sin desistir de su empeño, en que murieron muchos de los primeros soldados del veneno de las flechas y de fríos y de calenturas, enfermedad inevitable entre aquellos montes, con el socorro de nuevas milicias que le entraban de las ciudades circunvecinas, rindió a los más indios Chiflatos y Lobateras, que dieron obediencia a nuestros reyes».
Con esta fundación abatióse y sosegose un poco el espíritu de la indomable tribu, que entonces fue olvidada de nuestros gobernantes, a quienes otras empresas igualmente atrevidas y urgentes reclamaban su actividad y servicios.
Es sólo en el siglo XVIII cuando la conquista de los Motilones es materia de porfiada preocupación para los virreyes. A principios de esta centuria organizose «a cargo de Machín Barrena una expedición contra los Motilones para poner término a sus depredaciones y dar seguridad al comercio. Fue ejecutada en parte esta operación, saliendo al efecto un cuerpo de tropa de cada una de las ciudades de Salazar, San Faustino y Mérida. Faltó el cuarto que debla salir de Ocaña, porque el Gobernador de Santa Marta no le suministró municiones; y a causa de esta omisión, escapáronse por allí los Motilones, perseguidos por las fuerzas de las ciudades referidas, lo cual dejó incompleto el resultado de la expedición».
En tiempo del Virrey Solís (1753) se intentó otra campaña contra los Motilones, bajo la dirección de don Francisco Ugarte, Gobernador de Maracaibo, a cuyos gastos ofreció concurrir la Compañía Guipuzcoana de Caracas; mas no pasó de un simple proyecto: «,.. hasta hoy no ha habido resolución, aunque sobre los daños que causan estos bárbaros se han hecho algunos informes a la Corte. Y en interín está dada la providencia de que en los lugares principales de aquella Provincia (Maracaibo) se hagan, con los esclavos y gente de servicio de los hacendados, las rondas que antiguamente se practicaban Estas mismas rondas están mandadas hacer en el Gobierno de San Faustino, que también sufre graves perjuicios de estos bárbaros, y para ellas se hicieron llevar allí de Maracaibo algunas armas. Al valle de Cúcuta, bajo de ciertas Capitulaciones, también se le ha concedido hacer sus entradas y correrías contra estos mismos indios, y se le han librado todos los auxilios que ha pedido».
Lo que más exasperaba a los habitantes de estos valles era el que los indios habían tomado ahora la ofensiva, hostilizando a los viajeros y estorbando el comercio entre Maracaibo y San Faustino, aliados con otras parcialidades. Para 1760 escribía el Virrey Messía de la Zerda, sucesor de Solís: «Estos mismos (los Goajiros) comunicándose la Sierra y tierra que poseen con las que ocupa la nación de Indios Motilones, por todo lo que inundan los ríos nombrados Mucuchíes y San Faustino, hasta el valle de Cúcuta, ocasionan graves daños, por ser aquella montaña, llamada Bailadores, tránsito preciso para Barinas, Maracaibo y demás lugares a donde nadie puede trasportarse sin notoria incomodidad, pues tanto navegando el río San Faustino, como atravesando el monte, se requiere la prevención de armas y escolta que resista a los Motilones que suelen asaltar y quitar la vida y haciendas a los pasajeros; embarazando también el cultivo de los cacaos de cuyo fruto es fertilísimo el terreno, sobre cuyo daño se aumenta a Maracaibo el que padece en su distrito e inmediaciones».
Durante la administración del Virrey don Manuel Guirior (1763-1776) se emprendió la reducción de los Motilones bajo bases más firmes y formales. Don Sebastián Guillén, hombre que había vivido entre los indígenas, baquiano experimentado de sus viviendas y gran conocedor de sus costumbres y carácter, se dirigió a Santa Fe, acompañado del P. Capuchino Fray Fidel Rodas, con el designio de alcanzar el apoyo oficial para su empresa. Ya por este tiempo la nómada tribu se manif estaba dispuesta con docilidad a cambiar sus hábitos salvajes por los civilizados; Guillén habló ante el Virrey:
«de las buenas disposiciones de los indios Motilones, que lejos de oponerse apetecían la amistad, deseaban abrazar la verdadera religión y ofrecían poblarse, facilitándoseles los medios conducentes, prometiendo entre tanto no causar hostilidad alguna, como lo verificaron, saliendo frecuentemente de paz a nuestras poblaciones, donde se les ha recibido bien y regalado lo más que apetecen».
Gustó al Virrey la empresa y le dedicó una calurosa protección: acopió fondos para ella, logrando reunir la suma de trece mil pesos, así: ocho mil de la Renta de Salinas de Zipaquirá, tres mil que donaba el Gobierno Eclesiástico de Santa Fe y dos mil que el mismo Virrey ofrecía de su propia renta con loable generosidad. Poco tiempo después se erogaron otros cuatro mil pesos, y todo este ingente caudal fue invertido en la pacificación de los Indios Motilones, que en efecto, alcanzó entonces un éxito verdaderamente asombroso. Se fundaron algunos pueblos, se les enseñó a construir habitaciones y a cultivar con provecho sus plantaciones y sembrados, para lo cual se ayudaban con la distribución de herramientas e instrumentos de labranza. Esta largueza del Fisco, aprobada y celebrada por el Rey en Cédula fechada en Aranjuez a 29 de junio de 1775, es motivo a pensar que en tiempo de la Colonia se fomentaba con buen suceso el progreso del país, no como quieren otros que, al mirar hacia atrás, sólo descubren en su miopía histórica el peso oprobioso de la servidumbre y de la tiranía.
Hay más: el Rey ordenaba en el documento citado que la recaudación de un antiguo impuesto se aplicase en beneficio de la reducción: «.. he resuelto que para proseguir la pacificación, reducción y población de los Indios Motilones, se continúe la exacción de medio real sobre cada millar de cacao que se extraiga de la provincia de Maracaibo».  Equivalía dicho impuesto a tres pesos fuertes en oro por cada carga de 240 libras, lo cual ocasionaba un ingreso considerable, atendidas las vastas exportaciones de cacao de la época.
Se le despachó a Guillén alguna tropa de Maracaibo, y diose a la expedición con el título de Capitán Comandante de ella, en compañía de don Alberto Gutiérrez, y de un indio motilón, a quien aquel había atraído al comercio civilizado, que llevaba las funciones de intérprete. Llamábase este indio Sebastián, en recuerdo de su protector y fue halagado con el nombramiento de Capitán, gozando de la asignación correspondiente.
«Con fecha 24 de julio del mismo año (1774) —escribe el Virrey— me dio cuenta el citado Guillén con diario de lo que había practicado, penetrando por las montañas y afianzando la amistad de los indios hasta quedar todos reducidos y concluida la pacificación de la nación motilona con servicio de ambas Majestades, sin restar otra cosa que su reducción a pueblos. La misma noticia acordemente dieron algunos curas, y los dos Cabildos de las dos ciudades de Mérida y la Grita, asegurando el universal beneficio que lograban los vecindarios y traficantes de aquellas provincias, libres de los insultos que antes sufrían y tributando gracias por ello».
Algunos años llevaba ya Guillén en su patriótica empresa, cuando un accidente inesperado, la trágica muerte del Oficial Real de Maracaibo, don José Armesta, cambió las cosas en sentido adverso. Don Sebastián Guillén fue complicado en ese asesinato como aconsejador o instigador de él, y consecuentemente, reducido a prisión.
Ciérrase, pues, con este drama sangriento, la antigua pacificación de los indios Motilones, que en el decurso de poco tiempo, abandonaron los fundados caseríos y recuperaron nuevamente la pompa florestal de sus guaridas.

## Tribus de N. de Santander
Al tiempo del descubrimiento de América el territorio actual del Norte de Santander estaba habitado por numerosas parcialidades o agrupaciones de indígenas pertenecientes a las tribus de los Chitareros y los Motilones.
Los chitareros habitan en lo que formaba las antiguas provincias de Pamplona y Ricaurte y su Jefe o Cacique principal residía en Chirivitá (Fontibón). Las parcialidades más importantes de esta tribu eran las de los indígenas Chitagáes, Cácotas, Chirivitás, Chopos, Chinácotas, Bochalemas y Labatecas.
Los Motilones habitaban en lo que en la actualidad forma la provincia de Cúcuta y la provincia de Ocaña; sus caciques más notables eran los de Cúcuta, Cínera y Hacarí, quienes residían en San Luís (punto situado entre Cucutilla y Arboledas) y Ocaña respectivamente; sus principales parcialidades eran las de los indigenas Cúcutas, Chinatos, y Orotomos, que habitaban en lo que hoy forma la antigua provincia de Cúcuta, y en Durania; los Acacorés, Ascuriamas, Brotarés, Bucaramas, Burgamas, Buteramas, Hacaritamas o Caretés, Lucutamas, Manconés, Mariguarés, Feritamas y Unauramas que residían en la actual Provincia de Ocaña.